# Diócesis de Carapeguá
La diócesis de Carapeguá (en latín: Dioecesis Carapeguana) es una circunscripción eclesiástica de la Iglesia católica en Paraguay. Se trata de una diócesis latina, sufragánea de la arquidiócesis de Asunción. Desde el 16 de junio de 2018 su obispo es Celestino Ocampo Gaona.

## Territorio y organización
La diócesis tiene 8705 km² y extiende su jurisdicción sobre los fieles católicos de rito latino residentes en el departamento de Paraguarí.
La sede de la diócesis se encuentra en la ciudad de Carapeguá, en donde se halla la Catedral de la Inmaculada Concepción.
En 2021 en la diócesis existían 18 parroquias.

## Historia
La diócesis fue erigida el 5 de junio de 1978 con la bula Qui superno consilio del papa Pablo VI, obteniendo el territorio de la arquidiócesis de Asunción y la diócesis de Villarrica (hoy diócesis de Villarrica del Espíritu Santo).

## Estadísticas
Según el Anuario Pontificio 2022 la diócesis tenía a fines de 2021 un total de 235 839 fieles bautizados.
| Año                                                                             | Población            | Población | Población      | Sacerdotes | Sacerdotes    | Sacerdotes    | Bautizados por sacerdote | Diáconos permanentes | Religiosos | Religiosos | Parroquias |
| Año                                                                             | Bautizados católicos | Total     | % de católicos | Total      | Clero secular | Clero regular | Bautizados por sacerdote | Diáconos permanentes | Varones    | Mujeres    | Parroquias |
| ------------------------------------------------------------------------------- | -------------------- | --------- | -------------- | ---------- | ------------- | ------------- | ------------------------ | -------------------- | ---------- | ---------- | ---------- |
| 1980                                                                            | 225 200              | 251 800   | 89.4           | 22         | 15            | 7             | 10 236                   |                      | 15         | 39         | 17         |
| 1990                                                                            | 304 000              | 312 000   | 97.4           | 20         | 9             | 11            | 15 200                   |                      | 27         | 66         | 17         |
| 1991                                                                            | 322 000              | 330 000   | 97.6           | 22         | 14            | 8             | 14 636                   |                      | 16         | 61         | 17         |
| 2001                                                                            | 200 000              | 220 000   | 90.9           | 17         | 9             | 8             | 11 764                   | 1                    | 8          | 47         | 17         |
| 2002                                                                            | 205 000              | 226 000   | 90.7           | 22         | 12            | 10            | 9318                     | 1                    | 11         | 43         | 17         |
| 2004                                                                            | 206 000              | 226 514   | 90.9           | 21         | 12            | 9             | 9809                     |                      | 9          | 52         | 17         |
| 2006                                                                            | 215 000              | 236 000   | 91.1           | 23         | 13            | 10            | 9347                     |                      | 11         | 42         | 17         |
| 2013                                                                            | 236 000              | 246 000   | 95.9           | 15         | 9             | 6             | 15 733                   |                      | 12         | 49         | 17         |
| 2016                                                                            | 233 764              | 262 220   | 89.1           | 23         | 15            | 8             | 10 163                   |                      | 16         | 45         | 17         |
| 2019                                                                            | 233 839              | 261 610   | 89.4           | 21         | 13            | 8             | 11 135                   |                      | 16         | 48         | 18         |
| 2021                                                                            | 235 839              | 259 550   | 90.9           | 17         | 13            | 4             | 13 872                   |                      | 8          | 42         | 18         |
| Fuente: Catholic-Hierarchy, que a su vez toma los datos del Anuario Pontificio. |                      |           |                |            |               |               |                          |                      |            |            |            |

## Episcopologio
- Ángel Nicolás Acha Duarte † (5 de junio de 1978-24 de junio de 1982 falleció)
- Celso Yegros Estigarribia † (6 de abril de 1983-10 de julio de 2010 retirado)
- Joaquín Hermes Robledo Romero (10 de julio de 2010 por sucesión-4 de julio de 2015 nombrado obispo de San Lorenzo)
  - Sede vacante (2015-2018)
- Celestino Ocampo Gaona, desde el 16 de junio de 2018